# 6519 Giono
6519 Giono eller 1991 CX2 är en asteroid i huvudbältet som upptäcktes den 12 februari 1991 av den belgiske astronomen Eric W. Elst vid Haute-Provence-observatoriet. Den är uppkallad efter den franske författaren Jean Giono.
Asteroiden har en diameter på ungefär 4 kilometer.